# Де-Клем
Де-Клем (нід. De Klem) — селище в нідерландській провінції Південна Голландія. Входить до муніципалітету Гуксе-Вард. Наразі у селищі нараховується близько 30 будинків.